# کشتی مین‌جمع‌کن کلاس ام‌ام‌اس
کشتی مین‌جمع‌کن کلاس ام‌ام‌اس (به انگلیسی: MMS-class minesweeper) یک کلاس از کشتی است که طول آن ۱۰۵ فوت (۳۲ متر) می‌باشد.